# Epistolografia

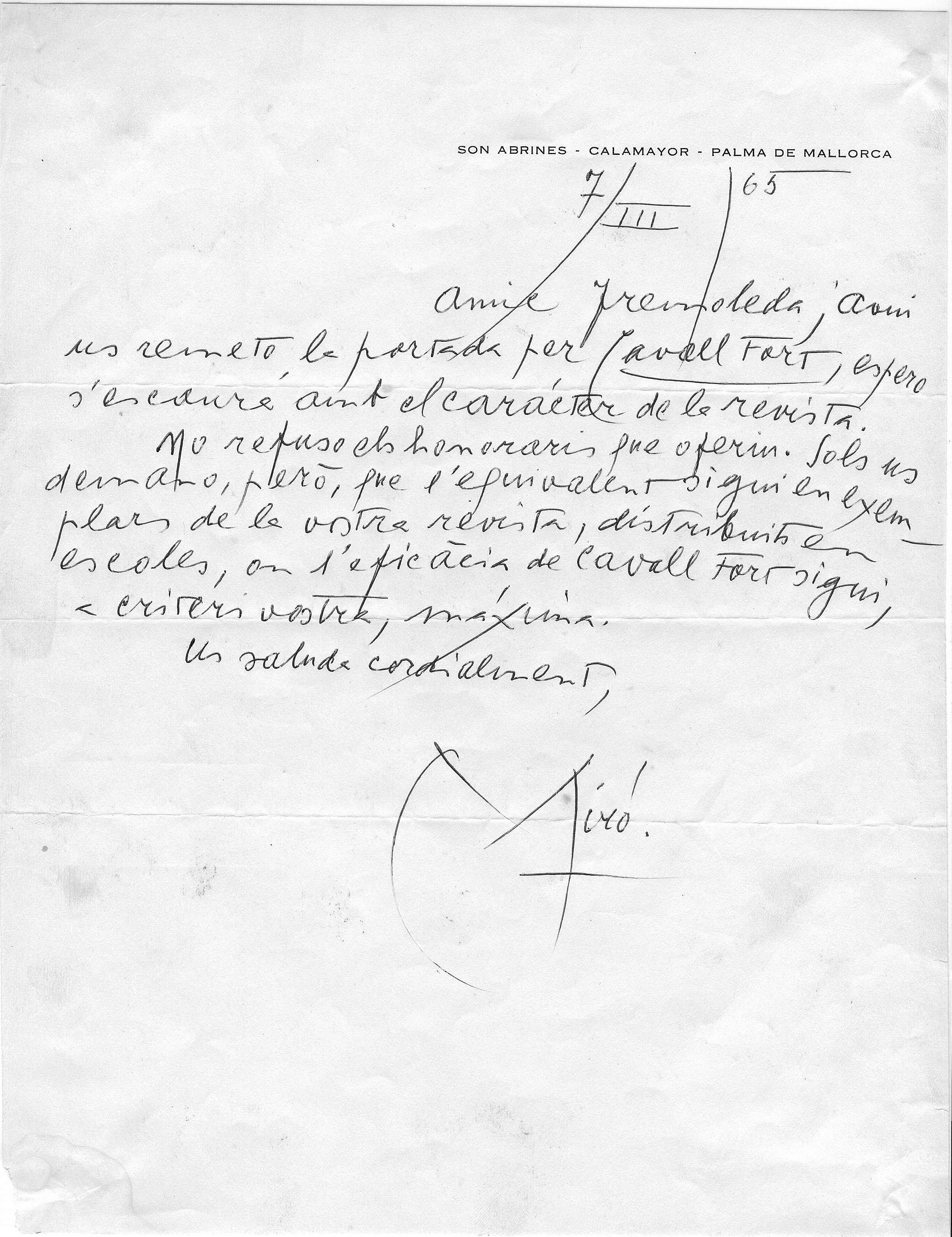
Carta de Joan Miró a Josep Tremoleda, 1965.

Epistolografia (do grego ἐπιστολή, "carta" e γραφία, "escrita") é a prática de escrever cartas com especial atenção ao ambiente cultural e à época. Geralmente, as cartas eram escritas para um público mais amplo, entretanto, cartas particulares podem ser úteis para a melhor compreensão do autor e de suas obras. Um exemplo de literatura epistolográfica na literatura brasileira é o livro A Barca de Gleyre, reunindo as cartas que Monteiro Lobato escreveu para o amigo e também escritor Godofredo Rangel. 